# 갱정유도
시운기화 유불선 동서학 합일 대도대명 다경대길 유도갱정 교화일심(時運氣和儒佛仙東西學合一大道大明多慶大吉儒道更定敎化一心), 줄여서 갱정유도(更定儒道)는 한국의 대표적인 민족종교이다.
1929년 전라북도 순창군 출신의 영신당주(迎新堂主) 강대성(姜大成)이 창립했다. 외부적으로는 유교적인 모습을 보이고 있지만 도명에도 나타나듯 실상 유불선 합일이며, 기성종교인 유교를 쇄신한 새로운 유도(儒道)이다. 전라북도 남원에 총본산이 있다. 주요 경전은 해인경(海印經)이며, 신앙대상은 선당궁(仙堂宮)이다.
1954년 도조 영신당주 강대성이 중흥국을 건설하기 위해 UN에 메시지를 보냈다는 혐의를 받아 이승만 정권에 체포되었으나, 순수한 종교적 신념과 평화적 민족주의에 따른 통일국가 수립 주장이었기에 별다른 혐의 없이 풀려났다. 하지만 이때 받은 고문 후유증으로 같은 해 8월 별세했고, 2대 도정(道正)인 계도성사(繼道聖師) 김갑조(金甲祚)의 지도로 1965년에는 남북통일을 주장하는 상경시위를 했다가 박정희 독재정권에 의한 탄압을 받았다. 정권의 탄압을 피한 일부 갱정유도 신자들은 지리산 산기슭 하동군 묵계리로 은둔하여 폐쇄적인 자급자족형 공동체를 이루었으며, 이것이 청학동 마을의 시작이다.
현재 지도자는 한양원(한중환) 도정이다. 대한민국의 주요 종교행사가 있을 시 "한국민족종교협의회"의 대표 자격으로 참여하고 있다.